# هرینگن/هلمه
شهر هرینگن/هلمهدر ایالت تورینگن در کشور آلمان واقع شده‌است.